# Dekanat międzychodzki

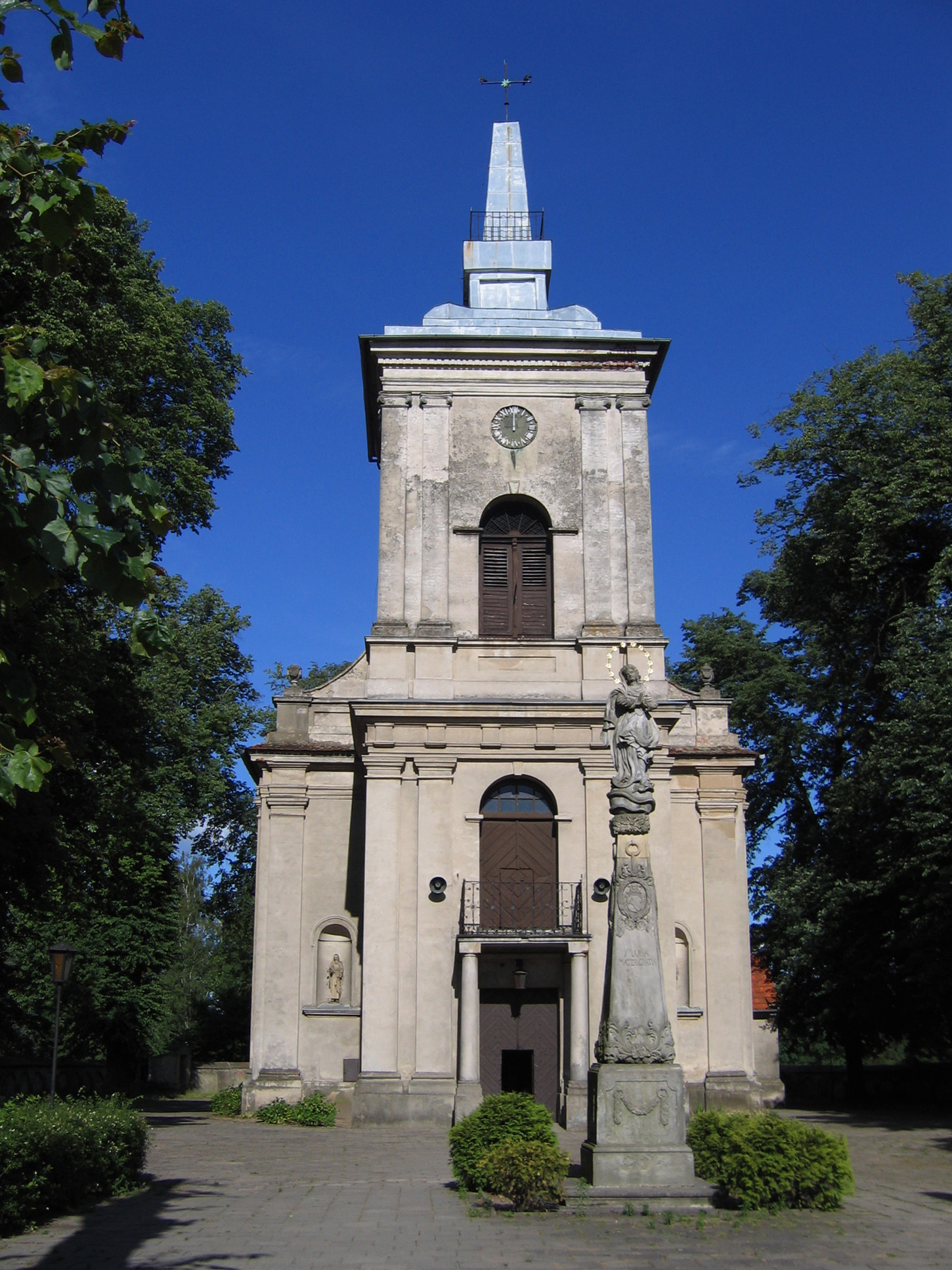
Kościół w Kwilczu

Dekanat międzychodzki – jeden z 43 dekanatów archidiecezji poznańskiej, który składa się z ośmiu parafii:
| Parafia pod wezwaniem               | Siedziba   | Miejscowości w parafii |
| ----------------------------------- | ---------- | --- |
| Narodzenia Najświętszej Maryi Panny | Kamionna   | Brzezie Łąki, Dormowo, Głażewo, Gorzyń, Gralewo, Kamionna, Kamionna-Folwark, Wiktorowo, Mnichy, Mniszki, Papiernia, Popowo, Prusim, Skrzydlewo, Tuczępy |
| Św. Michała Archanioła              | Kwilcz     | Kubowo, Kurnatowice, Kwilcz, Leśnik, Mechnacz, Miłostowo, Nowa Dąbrowa, Orzeszkowo, Pólko, Rozbitek, Stara Dąbrowa, Upartowo, Urbanówko, Wituchowo      |
| Św. Mikołaja                        | Lewice     | Kaliska, Krzyżkówko, Lewice |
| Wniebowzięcia N.M.P.                | Łowyń      | Łowyń |
| Męczeństwa św. Jana Chrzciciela     | Międzychód | cz. Międzychodu, Aleksandrowo, Kolno, Bielsko, Dzięcielin, leśn. Kamień, Kaplin, Mokrzec, Przedlesie, Radgoszcz, Radusz, Zielona Chojna, Zwierzyniec    |
| Niepokalanego Serca Maryi           | Międzychód | cz. Międzychodu, Drzewce, Gorzycko Stare, Mierzyn, Mierzynek, Muchocin, Muchocinek, Puszcza, Sterki, Sowia Góra, Wielowieś, Żmijowiec                   |
| Św. Józefa                          | Silna      | Jabłonka, leśn. Królewiec, Pąchy, Silna, Silna Nowa, Wrony                                                                                              |
| Św. Wojciecha                       | Stoki      | Stoki, Świechocin |

Dekanat sąsiaduje z dekanatami:
- wroniecki,
- pniewski,
- lwówecki,
- dekanaty diecezji zielonogórsko-gorzowskiej.

Administracyjnie dekanat znajduje się na obszarze miasta Międzychód, prawie całym obszarze gminy Międzychód, zachodniej części gminy Kwilcz, a także wschodniej części gminy Pszczew (województwo lubuskie) .